# RIVALS

## 개요
RIVALS(한국어: 라이벌)은 2024년에 제작된 로블록스의 게임 중 하나이다. 개발사는 Nosniy Games이다.
FPS 게임으로 현재까지 로블록스의 FPS 게임에서 가장 큰 인기를 누리고 있다.
1대1, 2대2, 3대3, 4대4, 5대5, 1대1대1(개인전)과 2대2대2 모드가 있다.

## 상세
RIVALS는 상대와 싸워 이기는 것이 목표이므로 무기로 상대를 제거할 수 있다.

### 무기
RIVALS에서 자신과 상대의 체력은 150으로 세팅되고 여러 무기들을 통해 상대의 체력을 깎아 놓을 수 있다. 무기를 나열하겠다. 무기의 이동 속도와 더블 점프 횟수, 탄약과 피해량(소수점 첫째 자리에서 반올림)도 나열하겠다.(탄약 수는 왼쪽 수에서 오른쪽 수를 더하면 나온다. 예를 들어 5 / 30이 탄약 개수면 탄약의 수는 35개인 것이다.)(무기는 열쇠로 사야 하는 것도 있고 기본으로 지급되는 것도 있다. 더블 점프가 없는 무기는 제외) 상대의 머리를 맞히면 치명타가 발동되어 데미지가 높아진다.

#### 주무기
1번 칸에 있는 무기로, 한 조합의 핵심을 담당한다.

##### 돌격 소총(Assault Rifle)
기본 지급 무기/이동 속도: -10%/ 탄약: 20 / 100 |피해량:13(치명타 발동 시 16)

##### 활(Bow)
열쇠 15개/이동 속도: +5%/더블 점프 횟수:1/ 탄약: 1 / 30 |피해량:30(화살 완충 시 피해 72, 치명타 발동 시 최대 피해 120)

##### RPG
열쇠 25개/이동 속도: -20%/ 탄약: 1 / 14 |범위 피해량:50(탄환 직격 시, 또는 치명타 발동 시 100)

##### 산탄총(Shotgun)
열쇠 20개/이동 속도: 일반/ 탄약 : 7 / 35 |피해량:7.5×10(최소 피해 7.5, 최대 피해 75, 치명타 발동 시 (이론상)최소 피해 11.25 최대 피해 112.5)

##### 저격소총(Sniper)
열쇠 75개/이동 속도: -15%/ 탄약 : 5 / 10 |피해량:50(치명타 발동 시 150)

##### 점사소총(Burst Rifle)
열쇠 25개/이동 속도: -10%/ 탄약 : 15 / 60 |피해량:20(치명타 발동 시 25)

##### 석궁(Crossbow)
열쇠 35개/이동 속도: +5%/ 탄약: 1 / 30 |피해량 45(치명타 발동 시 75)

##### 건블레이드(Gunblade)
열쇠 45개/이동 속도:일반/ 탄약 : 12 / 0 |피해량:40/블레이드 피해량:35/칼날 치명타 피해량:50

##### 에너지 소총(Energy Rifle)
열쇠 425개/이동 속도: 일반/ 탄약 : ∞ / 피해량:20(치명타 발동 시 25)

##### 화염 방사기(Flamethrower)
열쇠 400개/이동 속도: 일반/ 탄약 : 100 / ∞ | 초당 피해량:85/연소 피해량:25/범위:26

##### 유탄발사기(Grenade Launcher)
열쇠 425개/이동 속도: -10%/ 탄약 : 6 / 18 | 피해량:35(치명타 발동 시 80)

##### 미니건(Minigun)
열쇠 450개/이동 속도: -25%/조준 시 이동 속도: -50%/ 탄약 : 300 / 0 | 피해량:8 ~ 12 (치명타 발동 시 10)

##### 페인트볼 총(Paintball Gun)
열쇠 475개/이동 속도: -10%/ 탄약 : 20 / 20 | 피해량: 18.5

#### 보조무기
2번 칸에 있는 무기로, 주무기를 보조한다.

##### 권총(Handgun)
기본 지급 무기/이동 속도: 일반/ 탄약 : 15 / 90 | 피해량: 13(치명타 발동 시 16)
1. ↑  활은 화살을 충전하여 피해를 더 크게 준다. 컴퓨터 기준 E키를 계속 누르고 있으면 활의 기본 피해량의 50%(피해량 15)→ 100%(피해량 30)→ 150%(피해량 45)→ 240%(피해량 72)가 된다. 이 상태에서 헤드샷을 맞히면 피해량이 무려 120으로 최대 체력의 80%를 깎을 수 있다는 것이다!
2. ↑  원거리에서 쏠수록 데미지가 낮아지고 근거리에서 쏠수록 데미지가 높아진다.
3. ↑  모든 일반 무기 중 가격이 제일 비싸다.
4. ↑  저격소총에 헤드샷을 맞으면 즉사하는 것이다!
5. ↑  총과 검이 합쳐진 무기로, 총기 모드(적을 처치해야 발동됨)와 블레이드 모드(적을 쏘아야 발동됨)가 있다.
6. ↑  에너지 소총은 벽에서 튀어나올 수 있는 에너지 광선을 발사한다. 그래서 벽에 쏘면 튕겨져 나와서 적에게 맞을 수 있다.
7. ↑  화염 방사기는 E키를 누르면 조준이 되는 것이 아닌 적을 뒤로 밀쳐낸다. 재사용 대기 시간은 4초이다.
8. ↑  탄약이 100개긴 하지만 100개의 탄약을 다 쓰면 자동으로 10개씩 충전하기 때문에 사실상 무제한이다.
9. ↑  모든 무기 중에서 가격이 제일 비싸다. 또 페인트볼로 적의 시야를 방해한다.